# (73960) 1997 WE21
(73960) 1997 WE21 – planetoida z pasa głównego asteroid okrążająca Słońce w ciągu 5,52 lat w średniej odległości 3,12 j.a. Odkryta 23 listopada 1997 roku.